# Shar pei
El shar pei (en chino 沙皮狗 y en pinyin shāpí gǒu, lit. "piel de arena") es una raza de perros originaria del sur de China de la que existen noticias desde aproximadamente el año 206 a. C. Se dice que provee energía, amor y cariño. También fue el animal símbolo de la dinastía Han.
En sus orígenes fue utilizado como guardián de tumbas; posteriormente fue empleado como perro de defensa, en peleas de perros y, finalmente, como mascota. En la década de los años 60, estuvo a punto de desaparecer a causa que el gobierno de la República Popular China consideraba a los animales de compañía como uno de los símbolos vacuos de la burguesía y un derroche innecesario de comida. Cuando son cachorros, tienen muchas arrugas, pero a medida que crecen, estas arrugas disminuyen, ya que la piel se va estirando y poniendo tersa. Así, lo habitual y considerado más canónico es que tengan arrugas en cabeza y cuello, y que conforme la piel avanza hacia la cola, tenga menos arrugas, hasta casi desaparecer. En 1978 fueron nombrados como la raza de perro más rara del mundo por Time y el Libro Guinness de los Récords.

## Familia
Perro de caza y guarda, de la familia de los molosos. 
Catalogado como grupo II según la FCI.
De muy buena compañía y guardián del hogar.

## Descripción

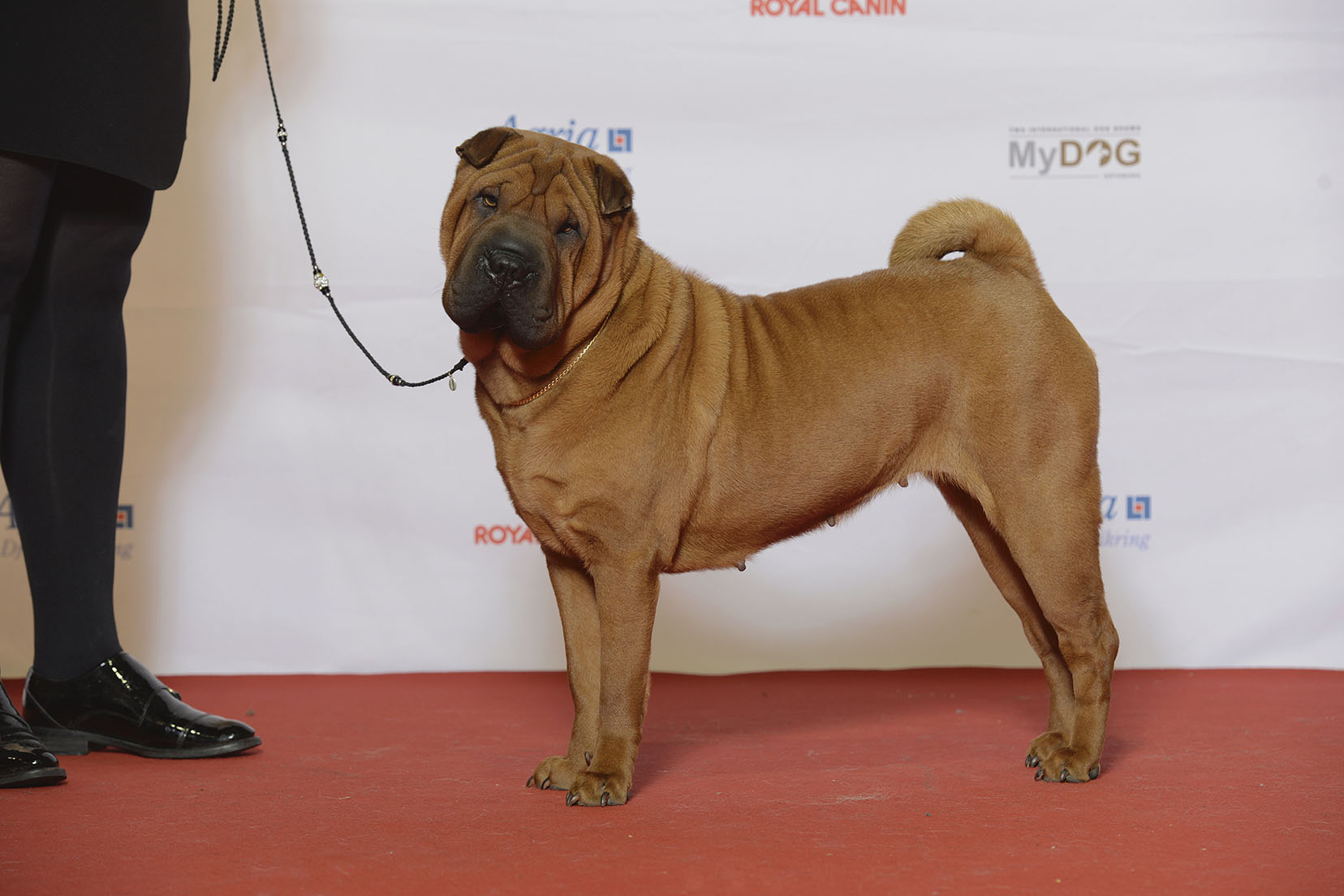
Shar pei en una exposición canina.

Las líneas actuales de la raza son llamadas «americana» y «tradicional». Los americanos son más pequeños, más gruesos, con arrugas más marcadas, de aspecto más pesado, el hocico más grueso y en general un pelo más largo. Su cabeza debe estar bien proporcionada, sin ser excesivamente grande, destacando en ella las arrugas de la frente. Estas arrugas son muy importantes y caracterizan la raza. Representan el signo chino de la longevidad y, en ese sentido, son como la garra de un dragón.
El cráneo ha de ser redondo y grande en su base, pero plano y ancho en la frente. El stop debe ser moderado, dando paso a una nariz grande y ancha, preferiblemente de color negro. El hocico debe ser ancho en su base y estrecharse ligeramente en la nariz. Los labios y la parte superior del hocico son carnosos y dan a veces origen a un pequeño bulto en la nariz. La dentadura debe ser completa y no se permite la ausencia de ninguna pieza, y ha de tener una mordida en tijera perfecta. Los ojos oscuros, siendo indeseables los de colores claros, la función de los párpados no debe ser interrumpida por las arrugas. Las orejas pequeñas, con forma de triángulo, ligeramente redondeadas en las puntas, deben ir dirigidas hacia adelante y pegadas a la cabeza.

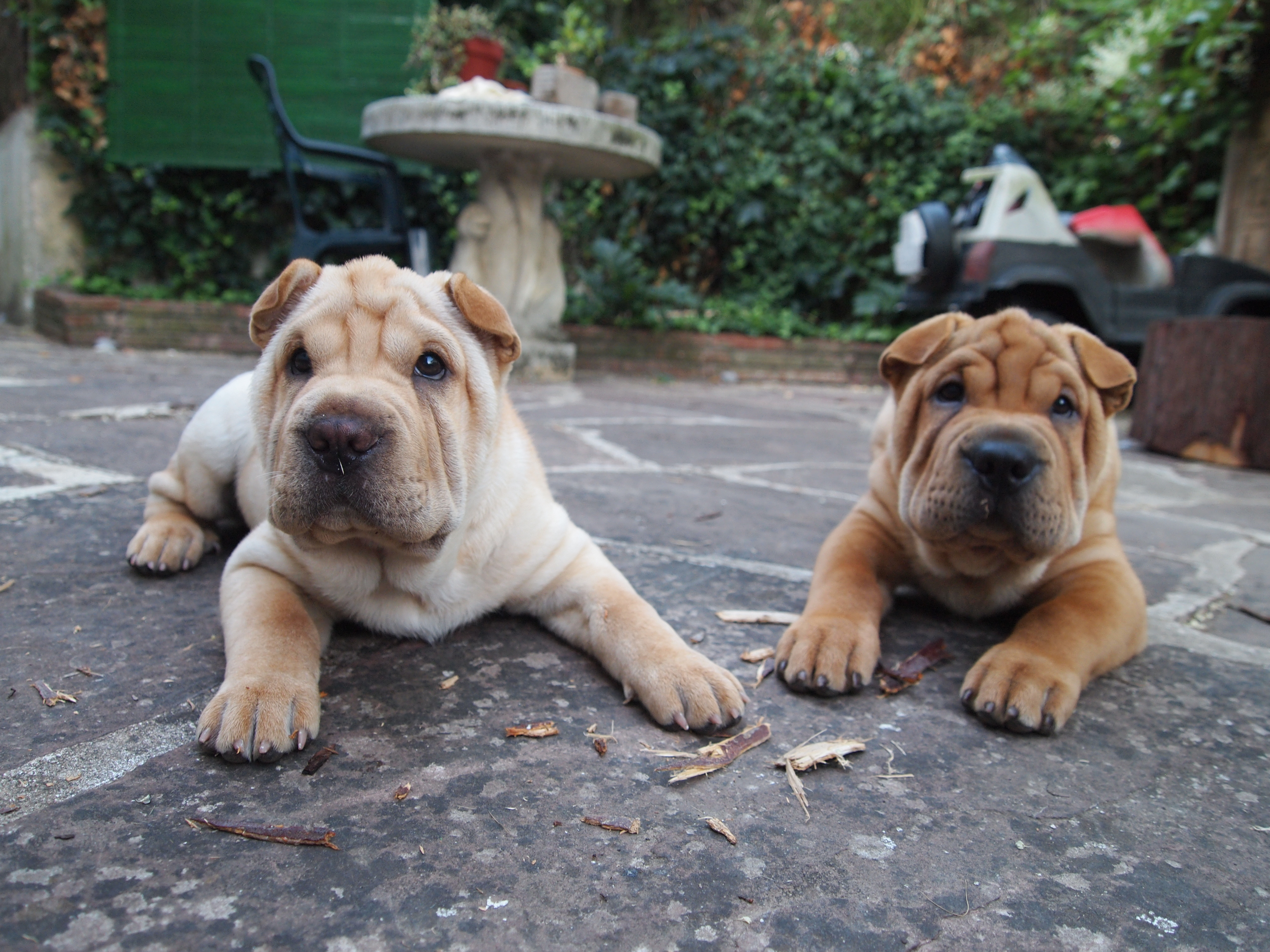
Cachorros de diez semanas.

El cachorro ha de tener su cuerpo lleno de pliegues. El adulto tiene arrugas en la cabeza y en la cruz y papada. Su cuerpo debe ser cuadrado, con un pecho ancho y profundo, una espalda fuerte y recta, con una cola que será llevada en alto y curvada en una o dos vueltas, dejando al descubierto el ano, que estará dirigido hacia arriba. El pelo debe ser muy corto, no más de 2 centímetros, nunca se le debe cortar; se permiten todos los colores, salvo el blanco, con la condición de que sea de un único color. Mide entre 48 y 58 cm, con un peso de 18 a 29 kilos.

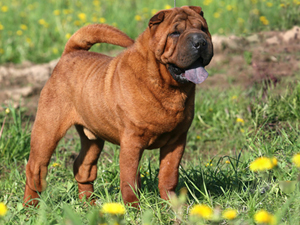
Shar pei macho adulto de color chocolate.

A simple vista, un ejemplar de línea china es relativamente más delgado, con el hueso más fino, a veces más alto, las patas son rectas y bien altas. Cabeza de wu-lo: no muy grande, con la forma de una calabaza invertida. Redonda, gruesa y pesada en el cráneo, algo alargada en el hocico. Oreja de caparazón de almeja: gruesa, pequeña y con la forma descrita. Nariz de mariposa: la nariz ha de ser ancha y roma y vista de frente es de forma parecida a unas galletas chinas llamadas mariposas, características de Guangzhou. Patas de pae pah: las patas traseras deberán ser fuertes, musculosas y rectas. El pae pah es un instrumento musical chino con forma de jamón, sin anulación. Lomo de cimarrón: fuerte, flexible y ligeramente arqueado en una postura normal, pero siempre fuerte. Cola de alambre de hierro: la cola ha de ser tiesa y delgada como un alambre. Preferentemente ha de formar un rizo, de manera que quede en el centro como un pequeño agujero, con la forma de una moneda en el centro de la cola. Para los chinos la correcta cola es de gran importancia. Cara de abuela: por las arrugas faciales, se parece a una abuela, pero no debe ser sobrearrugada. Lengua de acero: por el color negro azulado. La lengua florecida es aceptada por los chinos. Cuello de búfalo acuático: fuerte, de un largo mediano y con una pequeña papada. Cuerpo de pez wun: es un pez chino, común en la provincia de Cantón, que tiene el cuerpo como debería ser el tórax del shar pei. No demasiado redondo o delgado, firme, sin arrugas en la zona do los hombros. Pelo/piel: el tipo de pelo horse coat (pelo de caballo) corto y pegado al cuerpo; las arrugas menos gruesas y la piel más suelta. Ano que mira al cielo: el ano debe sobresalir ligeramente y apuntando hacia arriba. La cola debe estar implantada alta en el posterior de manera que suavemente mire al cielo. Grupa de caballo: ancha, musculosa y desarrollada como la de un caballo. Patas de ajo: gruesas, firmes y con los nudillos bien marcados, parecidos a los bulbos del ajo, en los que los dedos serían los dientes. Boca de rana madre: que es de hocico corto, ancho, con planta trapezoidal (de triángulo sin vértice). Con la boca abierto la comisura de los labios ha de ser más ancha que la posición de los ojos. Boca de teja de techo: es mayor que la boca de rana madre, que es la preferida. Hocico fuerte, de forma redondeada, semejante a una teja china usada para el techo. Uñas de hierro: color azul-negro. Cinco puntos rojos (cinco puntos negros en sólidos): son cinco partes que pueden ser de color rojo o rosado en perros de capa de colores claros. Son la nariz, los bordes de ojos, la lengua, las uñas y el ano. Color del manto: en China, el colores que parecería ser preferido es el negro oxidado (negro, que deberá ser opaco, no brilloso, con las puntas terminando en un marrón rojizo como el óxido). Movimiento: aligero, no pesado, con una gran velocidad y elegancia.
Existe la creencia popular de que hay una subraza, llamada minipei, que se considera un tipo con permanente aspecto de cachorro, que no crece ni pierde sus arrugas. Esto no es así. Los ejemplares con esas características son animales que no se han desarrollado correctamente y que en un concurso de belleza serían automáticamente eliminados.

## Galería

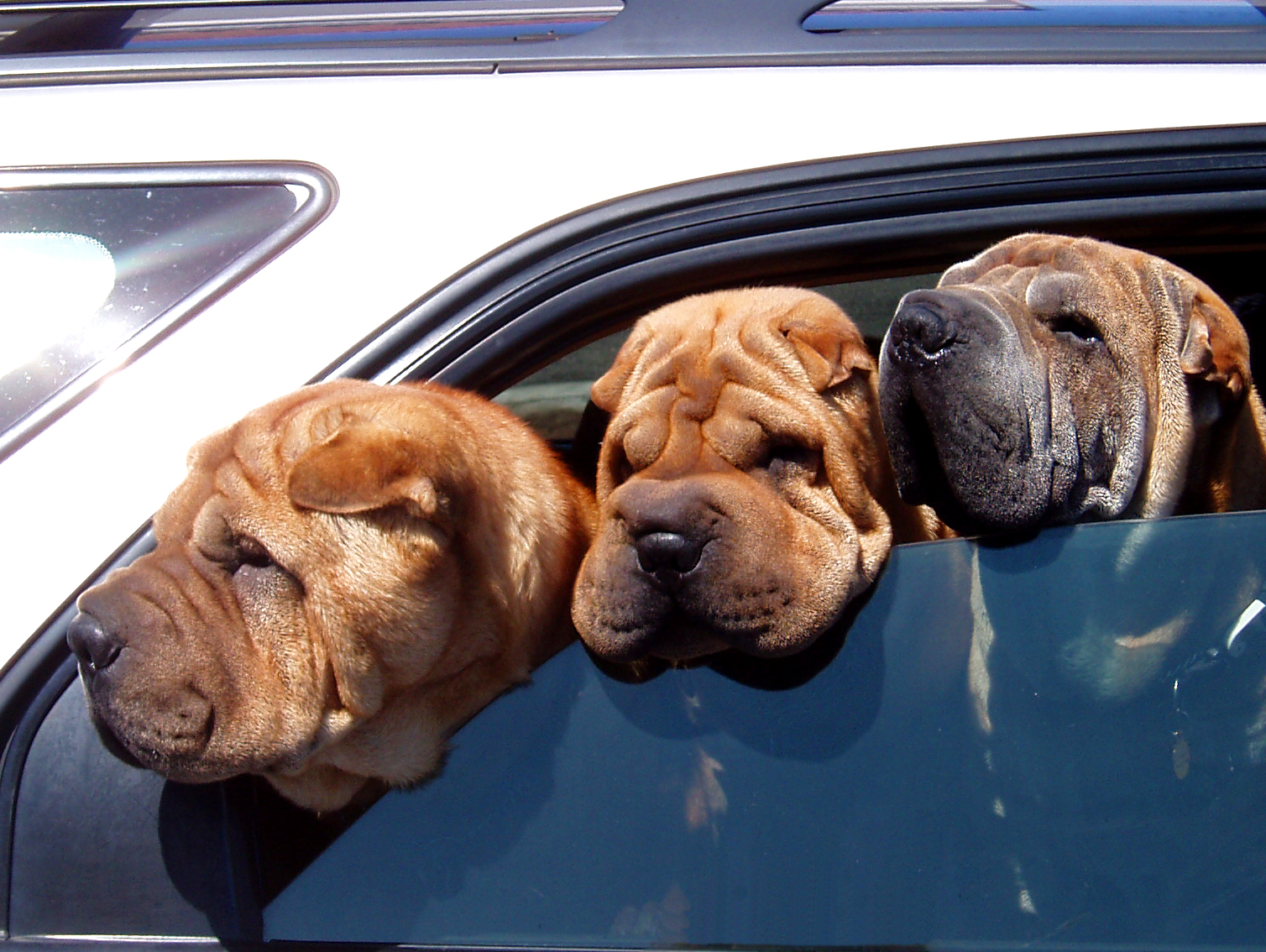
Tres shar peis
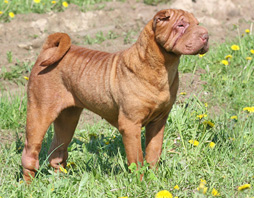
Shar pei hembra
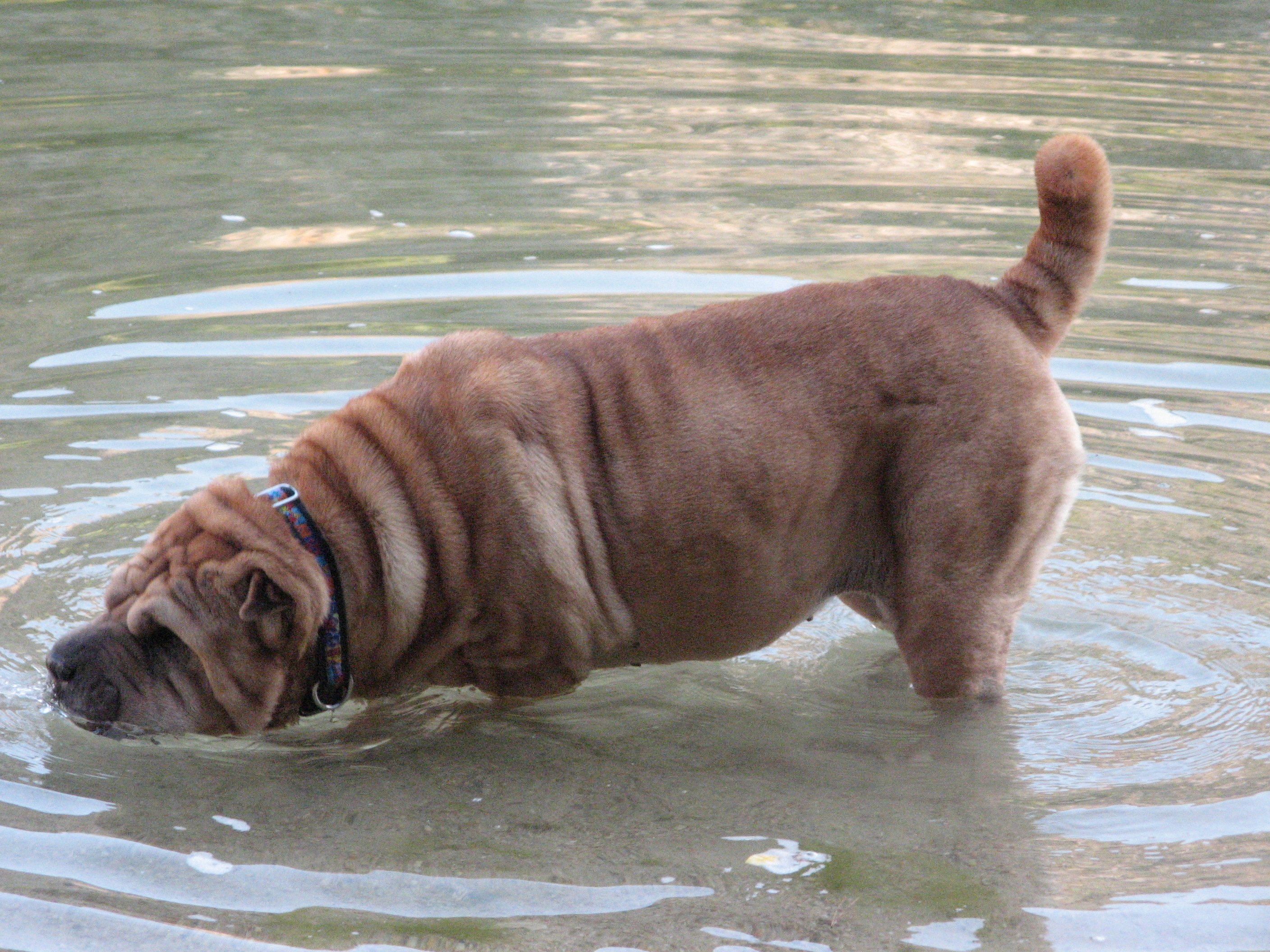
Shar pei metiéndose en el agua
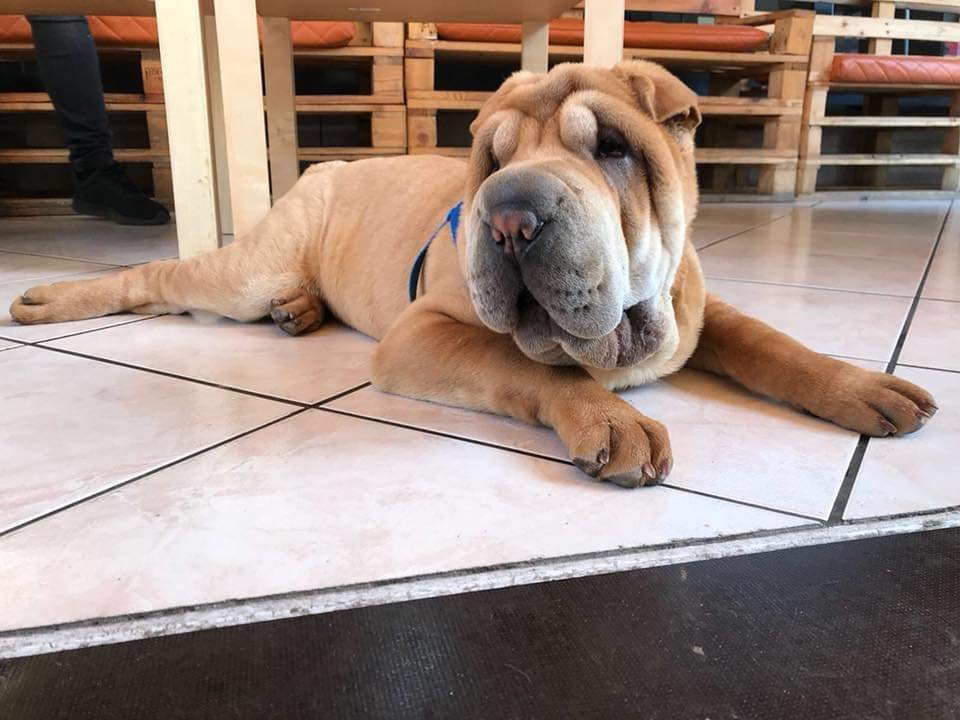
Shar pei recostado
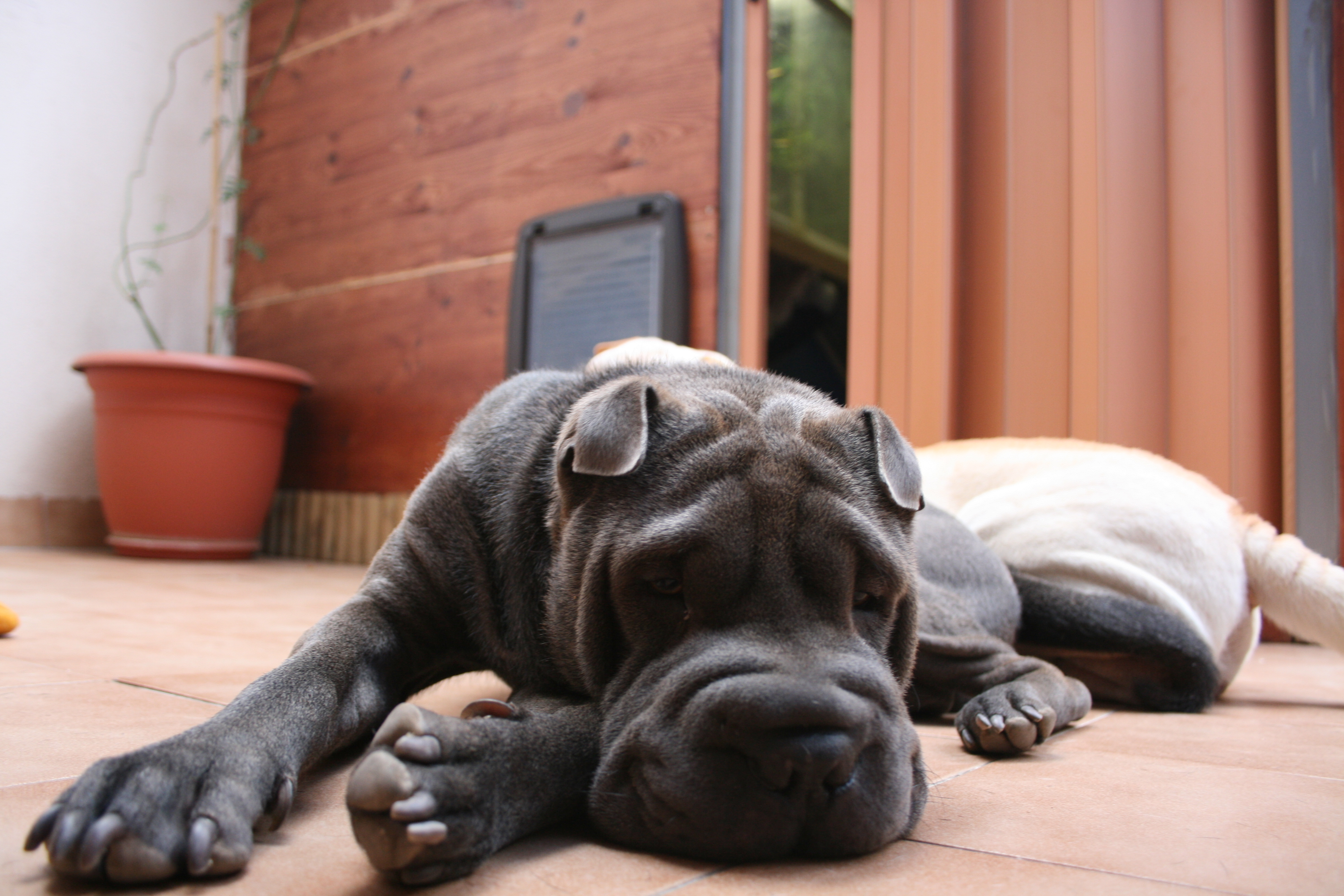
Shar pei azul
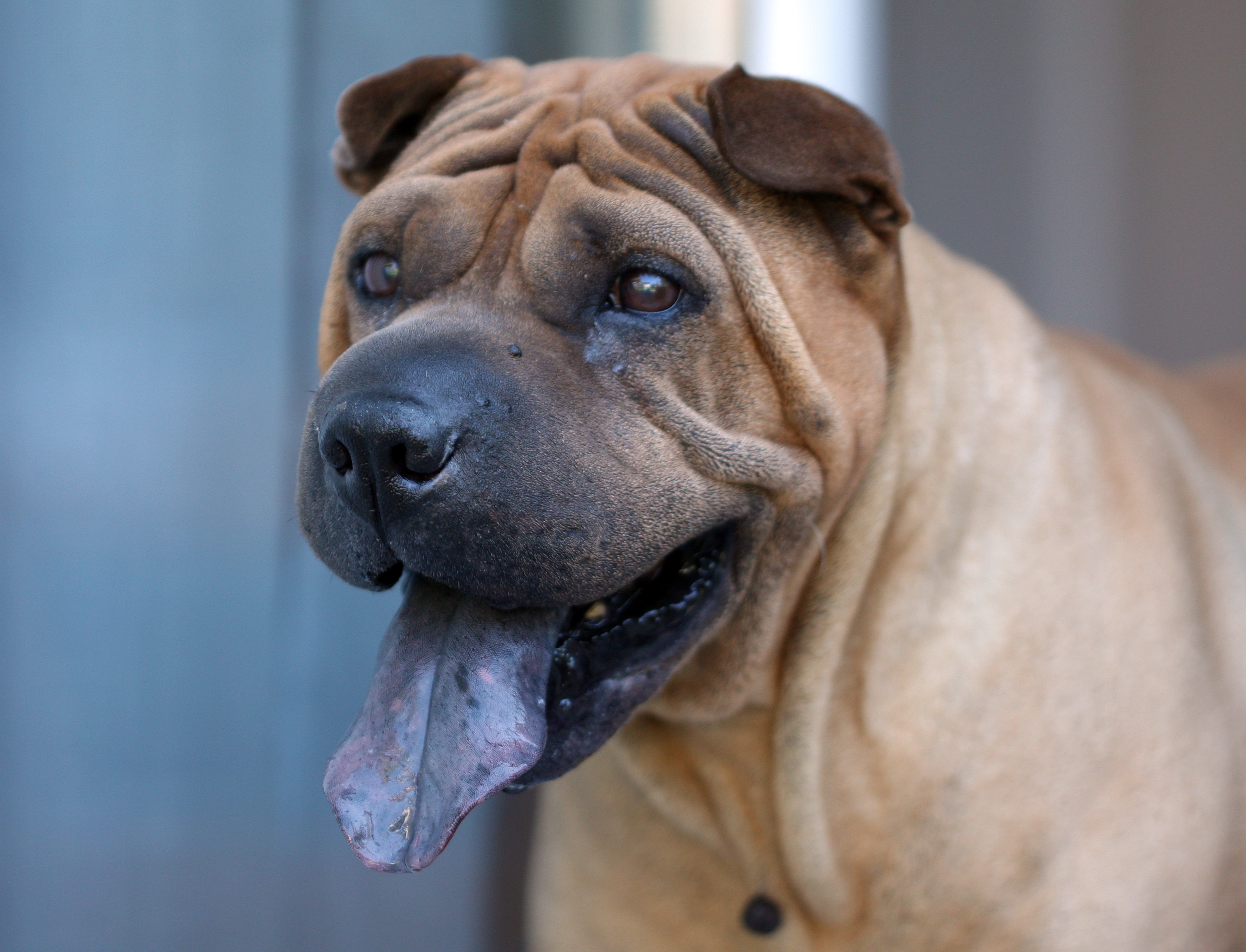
Shar pei sacando la lengua
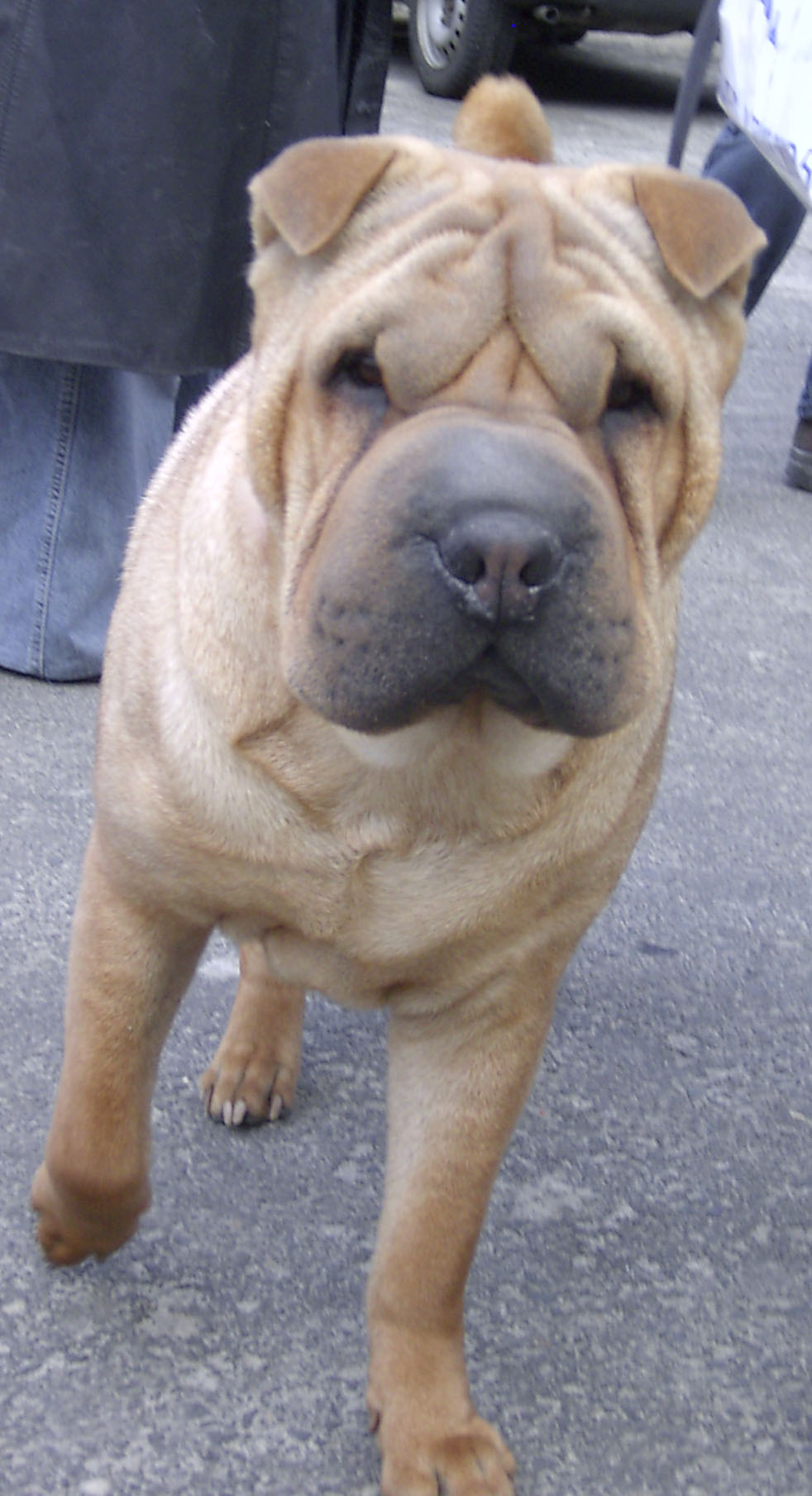
Shar pei atento
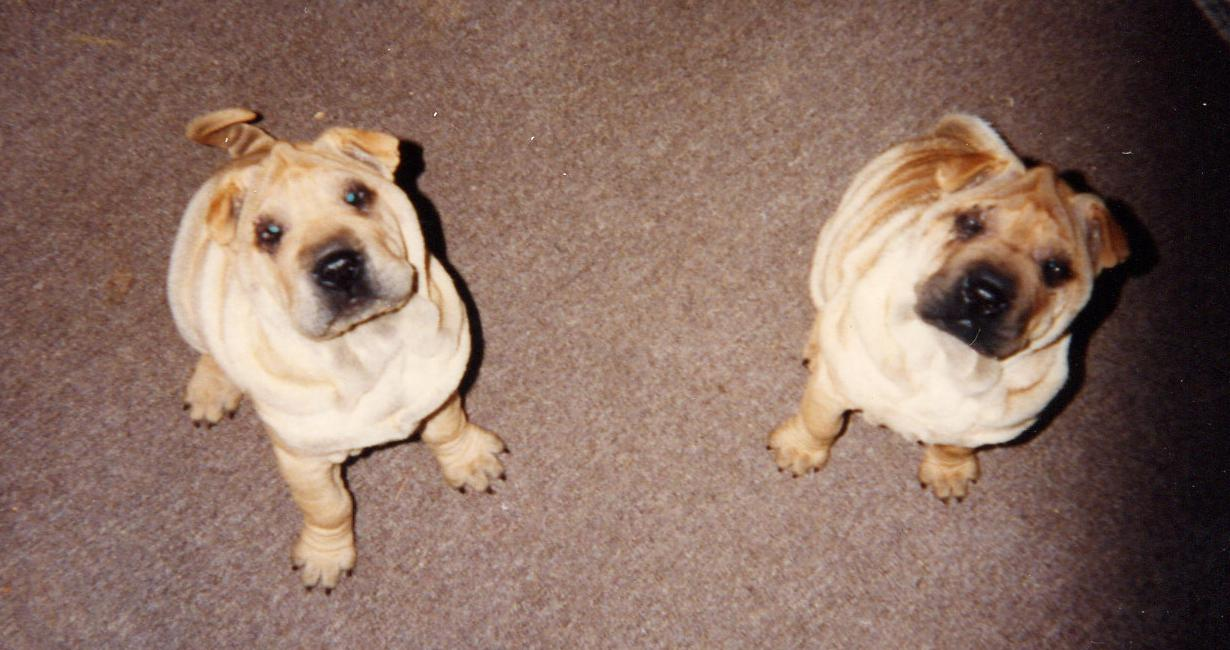
Cachorros